# اوژیت
سیلیکات (به انگلیسی: Augite) با فرمول شیمیایی CaMg[Si2O6] از مجموعه کانی هاست و خاکستری-سبز محلول در اسیدها بجز HF متغیر با ادخال‌های هم شکل پایدارAg , Fe و گاهی Ti, از نظر شکل بلور: ماگمایی (بازیک) - دگرگونی، رنگ: منشوری - قرصی شکل - ماکله، شفافیت: صدفی - نامنظم، شکستگی: شیشه ای، جلا: کامل- مطابق با سطح، رخ: دوجهتی بازاویه ۹۰، سیستم تبلور: اوژیت و در رده‌بندی مونوکلینیک است همچنین خاصیت مغناطیسی غیر شفاف - نیمه شفاف و منشأ تشکیل آن ندارد است.
کاربرد آن: ایتالیا، از نظر ژیزمان بلوری - آگرگات توده‌ای - دانه‌ای اشباع شده فراوان است و بیشتر در گدازه‌های بازالتی، دیابازی و ملافیری، چک اسلواکی، آلمان غربی، ایتالیا و فرانسه یافت می‌شود.